# ブライアンの悪夢
『ブライアンの悪夢』（ブライアンのあくむ、原題 The Demon Murder Case）は、1983年のアメリカ合衆国のホラー映画。監督は『テキサスの七人』のビリー・ヘイル、出演はケヴィン・ベーコンとエディ・アルバート。1981年に米国で実際に起きた「悪魔が私に殺させた」事件をモチーフにした内容になっている。

## ストーリー
11歳の少年ブライアン・フレージャーは毎夜、得体のしれない小人に襲われるという怪現象に悩まされていた。やがてブライアン自身に悪魔が取り憑き始めて一家を恐怖に怯えさせていく。フレージャー家は心霊研究家ハリス夫妻とカトリックの司祭たちに悪魔祓いを依頼する。

## キャスト
- シャーロット・ハリス: ビバリー・マッキンジー
- ガイ・ハリス: アンディ・グリフィス
- ケニー・ミラー: ケヴィン・ベーコン
- ブライアン・フレージャー: チャールズ・フィールド
- コニー・フレージャー: ジョイス・バン・パッタン
- ナンシー・フレージャー: ライアン・ラングランド
- ディートリッヒ神父: エディ・アルバート
- ジョーン: クロリス・リーチマン
- アンソニー・マリノ弁護士: リチャード・メイサー
- フィッリップ・ルソー: トム・リーゴン

## 関連作
『死霊館 悪魔のせいなら、無罪。』 - 同じく「悪魔が私に殺させた」事件を題材にした映画作品。